# Avelon Formula
Avelon Formula is een autosportteam uit Italië, opgericht door Giovanni Bellarosa in 2004.

## Geschiedenis
Avelon Formula begon met deelnemen aan de Formule Renault V6 Eurocup in 2004 met Ivan Bellarosa als coureur. Hij behaalde drie puntenfinishes voor het team in zestien races, maar aangezien het team een eenmansoperatie was, eindigde het als twaalfde en voorlaatste in het teamskampioenschap.
In 2005 maakte het team de overstap naar de nieuwe Formule Renault 3.5 Series, waarin naast Bellarosa de Marokkaan Mehdi Bennani in de auto stapte. Beide coureurs konden echter geen potten breken, met een dertiende plaats van Bennani op de Motorsport Arena Oschersleben als beste resultaat. Hiermee was Avelon een van de twee teams dat geen kampioenschapspunten scoorde en eindigde zo als vijftiende en laatste in de eindstand.
In 2006 stapte Avelon over naar de Euroseries 3000, waarin opnieuw Bellarosa de vaste coureur was. De tweede auto werd tijdens het seizoen bezet door Oliver Martini, Fausto Ippoliti en Stefano Attianese. Martini behaalde op het Circuit Mugello en op Silverstone twee podiumplaatsen voor het team, dat zesde werd in het eindklassement.
Aan het eind van 2009 keerde het team terug in de autosport nadat het de benamingsrechten van het voormalige Formule 1-team Wolf overnam van Walter Wolf. Dit team kwam bekend te staan onder de naam Wolf Racing Cars. Ivan Bellarosa werd in 2010 meteen kampioen in het Italian Prototype Championship.
In 2011 keerde het team terug in Europa en reed naast de deelname aan het Italian Prototype Championship ook in de Speed EuroSeries en de V de V Proto Endurance Series. In de Speed EuroSeries won Bellarosa zes races en werd opnieuw tot kampioen gekroond. In 2012 prolongeerde hij zijn titel.
In 2014 zou het team debuteren in het United SportsCar Championship, maar dit ging niet door. Wel werden er dat jaar auto's geleverd aan teams in de Asian Le Mans Series en in 2015 en 2016 aan het Nederlandse team Bas Koeten Racing in de Supercar Challenge.